# Dry Borren

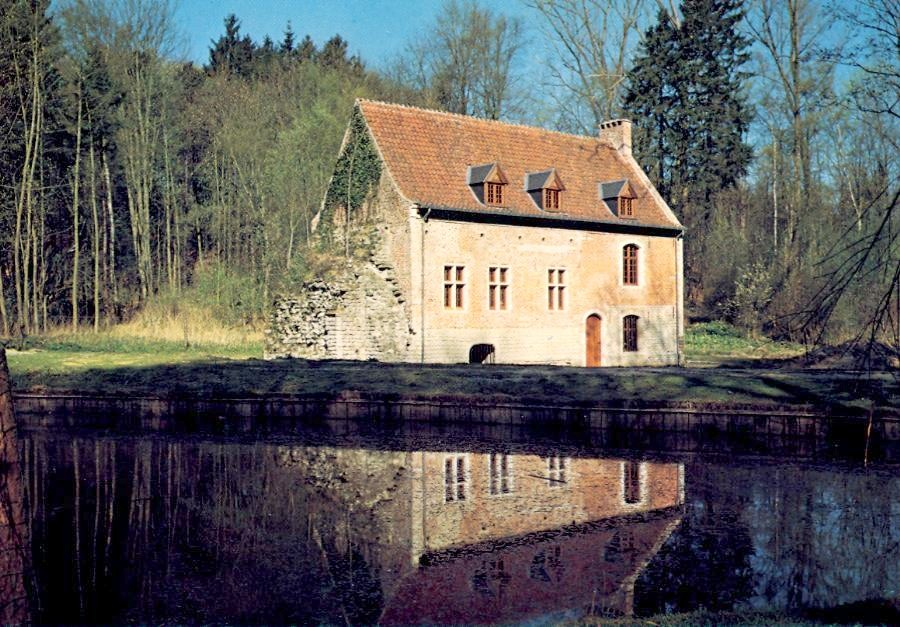
Het huidige gebouw, met links de resten van de afgebroken donjon en rechts de aanbouw die onder één dak gebracht werd.

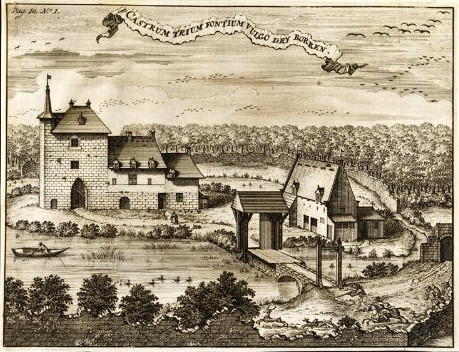
Gravure van Harrewijn naar Vorsterman

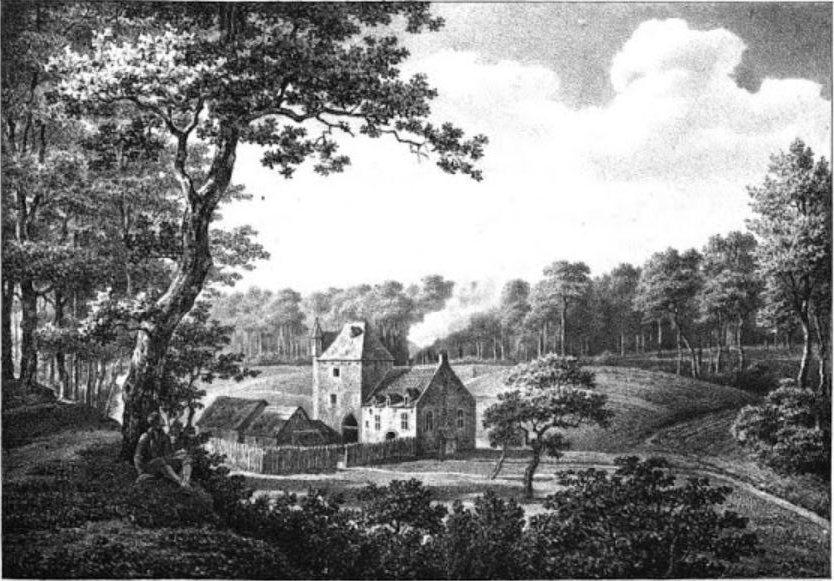
De situatie in 1802 (naar Paul Vitzthumb)

Dry Borren (Frans: Trois-Fontaines; Latijn: Tres Fontes) is een historische site in het Zoniënwoud op grondgebied Oudergem. Het was oorspronkelijk een jachtslot van de hertogen van Brabant, gebouwd op een plek waar drie bronnen ontsprongen. De Watermaalbeek loopt erlangs en er zijn een aantal vijvers.

## Geschiedenis
De eerste vermelding dateert uit 1321 en spreekt over een kluis. Er stond echter ook een donjon, opgericht onder Jan II van Brabant. In de Brabantsche Yeesten is te lezen hoe hertog Jan III er na het succesvolle Beleg van Valkenburg (1329) een metalen pot heen brengt. Hij gebruikt de plaats ook voor de jacht op groot wild. In zijn laatste levensjaar sticht hij er nog een kapellanie gewijd aan de Heilige Maagd Maria en aan de Heilige Catharina. Daarnaast deed de plek ook dienst als gevangenis. Stropers en houtsprokkelaars werden er opgesloten, maar ook rovers en politieke gevangenen. Dit is voor het eerst gedocumenteerd vanaf 1373.
In 1429 werd Wein van Cotthem er kapelaan. Allicht woonde hij er ook en is het daar dat hij zijn vervolg schreef op de Brabantsche Yeesten. De kapel was echter zo bouwvallig geworden dat men de vieringen in Bosvoorde ging doen. Ze verloor haar beneficie in 1446 aan Sint-Jacob-op-de-Koudenberg.
Tijdens de godsdienstoorlogen werd het domein geplunderd en verwoest. Onder Filips II van Spanje werd een woudmeester aangesteld om er vanuit een hut de overblijvende gebouwen te bewaken. De gevangenis werd heropgericht.
Rond 1730 werd de Waversesteenweg, die aan de Dry Borren eindigde, doorgetrokken tot in Jezus-Eik. Onder Keizer Jozef II kwam een einde aan de gevangenis (1786). In 1825 werd de poortdonjon met enige moeite gesloopt. De staat werd eigenaar in 1906.

## Beschrijving
Van de slottoren zijn enkel nog de fundamenten bewaard. Het naastgelegen gebouw bevindt zich min of meer in de staat waarin het eind 16e eeuw werd heropgebouwd. Binnen is er een monumentale gotische schouw. Ook het souterrain waar de kerkers zich situeerden, is bewaard. Men betrad het door het lage "stroperspoortje" en kon er niet rechtop staan.
Na een restauratiecampagne in 1973-76 werd het gebouw enige tijd gebruikt als tentoonstellingsruimte. De Belgische Staat droeg in 1991 de eigendom over aan het Brussels Gewest. Sedert 2008 is het terug in onbruik.

## Iconografie
- 1533: Decembertapijt van de Jachten van Maximiliaan
- 1659: Lucas Vorsterman (voor Chorographia Sacra Brabantiae)
- 1726: Jacob Harrewijn
- 1802: Paul Vitzthumb
- 1826: A. De Bruyn

## Voetnoten
1. ↑  Astrid Houthuys (2009), Middeleeuws kladwerk. De autograaf van de Brabantse Yeesten, boek VI (vijftiende eeuw) (Hilversum: Verloren), blz. 47-49 - Lees op Google Books
2. ↑  Herbronnen in Brussel: Bron van leventjes, brusselnieuws.be, 17 augustus 2014

- Virtual International Authority File: 156654799